# Nicholas Ball (abogado)
Nicholas Ball  (1791 – 19 de enero de 1865) fue un abogado, juez y político liberal irlandés, conocido por su carrera tanto en la barra como en el parlamento británico.
Nacido en Dublín, fue el segundo hijo de John Ball, un mercero de seda, y Mabel Clare Bennett de Eyrecourt, Condado de Galway. Después de ser llamado al bar en 1814, se convirtió en Consejero del Rey en 1830 y posteriormente en Tercer Serjeant-at-law en Irlanda. En 1838, durante el segundo gobierno de Lord Melbourne, ocupó el cargo de Fiscal General para Irlanda y fue nombrado miembro del Consejo Privado de Irlanda. Más tarde, se convirtió en juez del Tribunal de Pleas Comunes de Irlanda, siendo el segundo católico romano en ocupar dicho cargo desde el reinado de Jacobo II.

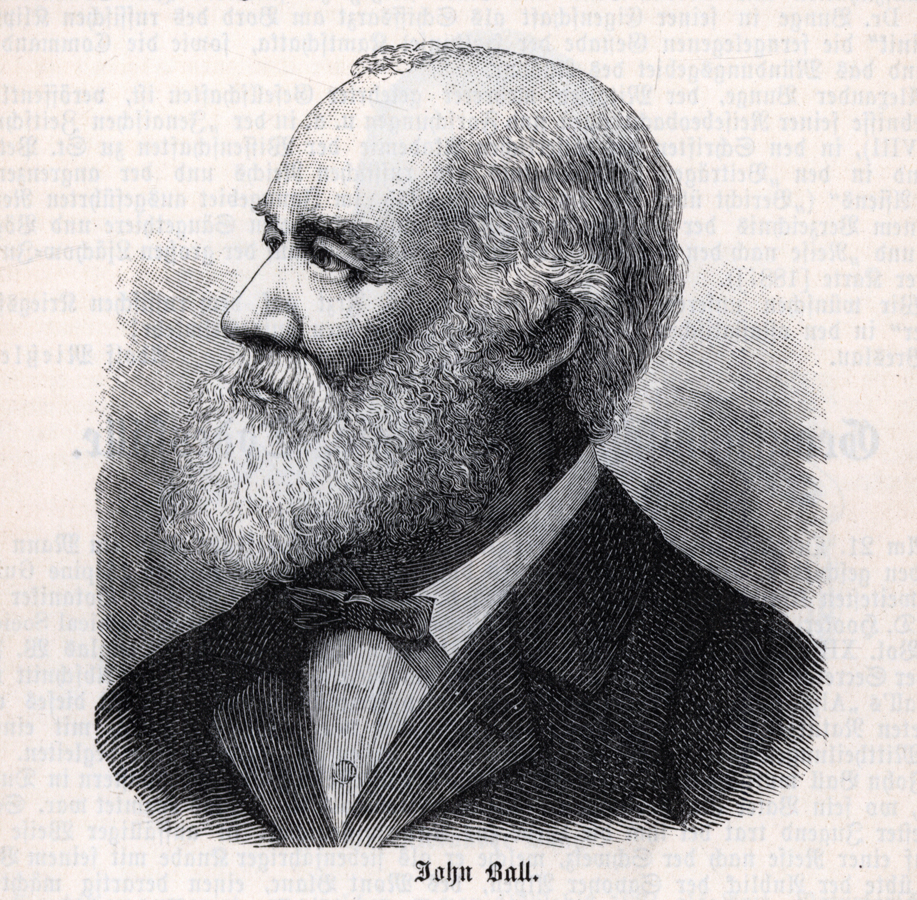
John Ball hijo de Nicolas y Jane Ball

Ball se casó con Jane Sherlock en 1817 y tuvo varios hijos, incluyendo a John Ball, político liberal y naturalista notable. Su hija Jane Isabella se casó con Henry Edward Doyle, director de la Galería Nacional de Irlanda y tío del célebre autor Arthur Conan Doyle.
Nicholas Ball falleció el 19 de enero de 1865.